# Warriors of the World
Warriors of the World is een heavymetalalbum van Manowar uitgegeven in 2002.

## Inhoud
1. Call to Arms ( 5:31 )
2. The Fight for Freedom ( 4:26 )
3. Nessun Dorma ( 3:29 )
4. Valhalla ( 0:35 )
5. Swords in the Wind ( 5:20 )
6. An American Trilogy ( 4:20 )
7. The March ( 4:01 )
8. Warriors of the World United ( 5:51 )
9. Hand of Doom ( 5:50 )
10. House of Death ( 4:25 )
11. Fight until We Die ( 3:50 )

## Artiesten
- Eric Adams - vocalist
- Scott Columbus - drummer en slagwerk
- Karl Logan - gitarist en klavier
- Joey DeMaio - bassist